# Unione Sportiva Castelnuovo Garfagnana 1999-2000
Questa voce raccoglie le informazioni riguardanti l'Unione Sportiva Castelnuovo Garfagnana nelle competizioni ufficiali della stagione 1999-2000.

## Rosa
| N. |                   | Ruolo | Calciatore           |
| -- | ----------------- | ----- | -------------------- |
|    | Italia (bandiera) | C     | Massimo Barsotti     |
|    | Italia (bandiera) | C     | Luigi Benedetti      |
|    | Italia (bandiera) | P     | Nicola Boni          |
|    | Italia (bandiera) | D     | Enzo Cavalcante      |
|    | Italia (bandiera) | D     | Andrea Cipolli       |
|    | Italia (bandiera) | D     | Michele Coppola      |
|    | Italia (bandiera) | D     | Pacifico Fanani      |
|    | Italia (bandiera) | D     | Simone Felici        |
|    | Italia (bandiera) | C     | Francesco Fiori      |
|    | Italia (bandiera) | D     | Luca Fontana         |
|    | Italia (bandiera) | P     | Massimiliano Franchi |

| N. |                   | Ruolo | Calciatore          |
| -- | ----------------- | ----- | ------------------- |
|    | Italia (bandiera) | A     | Federico Francini   |
|    | Italia (bandiera) | A     | Alessandro Galli    |
|    | Italia (bandiera) | C     | Massimo Garfagnini  |
|    | Italia (bandiera) | A     | Michele Giannotti   |
|    | Italia (bandiera) | C     | Marco Guidoni       |
|    | Italia (bandiera) | C     | Simone Magnani      |
|    | Italia (bandiera) | A     | Edoardo Micchi      |
|    | Italia (bandiera) | D     | Roberto Renucci     |
|    | Italia (bandiera) | A     | Matteo Rossi        |
|    | Italia (bandiera) | D     | Marco Tolaini       |
|    | Italia (bandiera) | D     | Emanuele Venturelli |